# Grã-Bretanha nos Jogos Olímpicos de Inverno de 2002
A Grã-Bretanha participou dos Jogos Olímpicos de Inverno de 2002 em Salt Lake City, nos Estados Unidos. O país estreou nos Jogos em 1924 e em Salt Lake City fez sua 19ª apresentação.

## Medalhas
| Atleta                                                                  | Esporte  | Evento   | Medalha |
| ----------------------------------------------------------------------- | -------- | -------- | ------- |
| Rhona Martin Deborah Knox Fiona MacDonald Janice Rankin Margaret Morton | Curling  | Feminino | Ouro    |
| Alex Coomber                                                            | Skeleton | Feminino | Bronze  |